# Jamno (województwo pomorskie)
Jamno (kaszub. Jómno) – wieś kaszubska w Polsce, położona w województwie pomorskim, w powiecie bytowskim, w gminie Parchowo, na zachodnim krańcu Pojezierza Kaszubskiego, przy drodze wojewódzkiej nr 228. Wieś jest siedzibą sołectwa Jamno w którego skład wchodzi również Jamnowski Młyn, znajduje się tu również placówka Ochotniczej Straży Pożarnej. W odległości niecałego kilometra na północy znajduje się Jezioro Żukówko.
Wieś królewska w starostwie mirachowskim w województwie pomorskim w II połowie XVI wieku. W latach 1975–1998 miejscowość administracyjnie należała do województwa słupskiego.

## Integralne części wsi
| SIMC    | Nazwa          | Rodzaj     |
| ------- | -------------- | ---------- |
| 0748715 | Ceglarnia      | przysiółek |
| 0748709 | Jamnowski Młyn | przysiółek |

## Historia
Do 1918 wieś znajdowała pod administracją zaboru pruskiego. Przed 1920 miejscowość nosiła nazwę niemiecką Jamen. Po I wojnie światowej Jamno wróciło do Polski. Granica polsko-niemiecka była jednocześnie zachodnią i północną granicą wsi. Wieś należała do ówczesnego powiatu kartuskiego II Rzeczypospolitej. Po II wojnie światowej do połowy lat 50. Jamno znajdowało się w ówczesnym województwie gdańskim. W połowie lat 50. wieś, podobnie jak i całą gminę Parchowo przyłączono do nowo utworzonego województwa koszalińskiego.